# Finn Eckhardt
Finn Eckhardt (* 10. Juni 1997 in Stuttgart) ist ein deutscher Basketballspieler. Er spielte zuletzt an der Universität Cal Poly Pomona in den Vereinigten Staaten.

## Laufbahn
Eckhardt spielte für den SV 1887 Möhringen und in der Saison 2012/13 zudem für den Nachwuchs des Bundesligisten Walter Tigers Tübingen in der Jugend-Basketball-Bundesliga. 2014 wechselte er ans Basketball-Internat der Urspringschule, spielte für deren Jugendmannschaften und gab in der Saison 2014/15 außerdem seinen Einstand für die Spielgemeinschaft Ehingen/Urspring in der 2. Bundesliga ProA. Nach dem Abstieg in die ProB wirkte er am Wiederaufstieg 2016 mit.
2017 nahm er ein Studium an der California State Polytechnic University, Pomona, meist kurz Cal Poly Pomona genannt, in den Vereinigten Staaten auf und wurde Mitglied der Basketball-Hochschulmannschaft in der zweiten Division der NCAA. Für diese spielte er zuletzt in der Saison 2020/21, stand auch noch im Spieljahr 2021/22 im Aufgebot, kam jedoch verletzungsbedingt nicht zum Einsatz.